# Koralówka sztywna

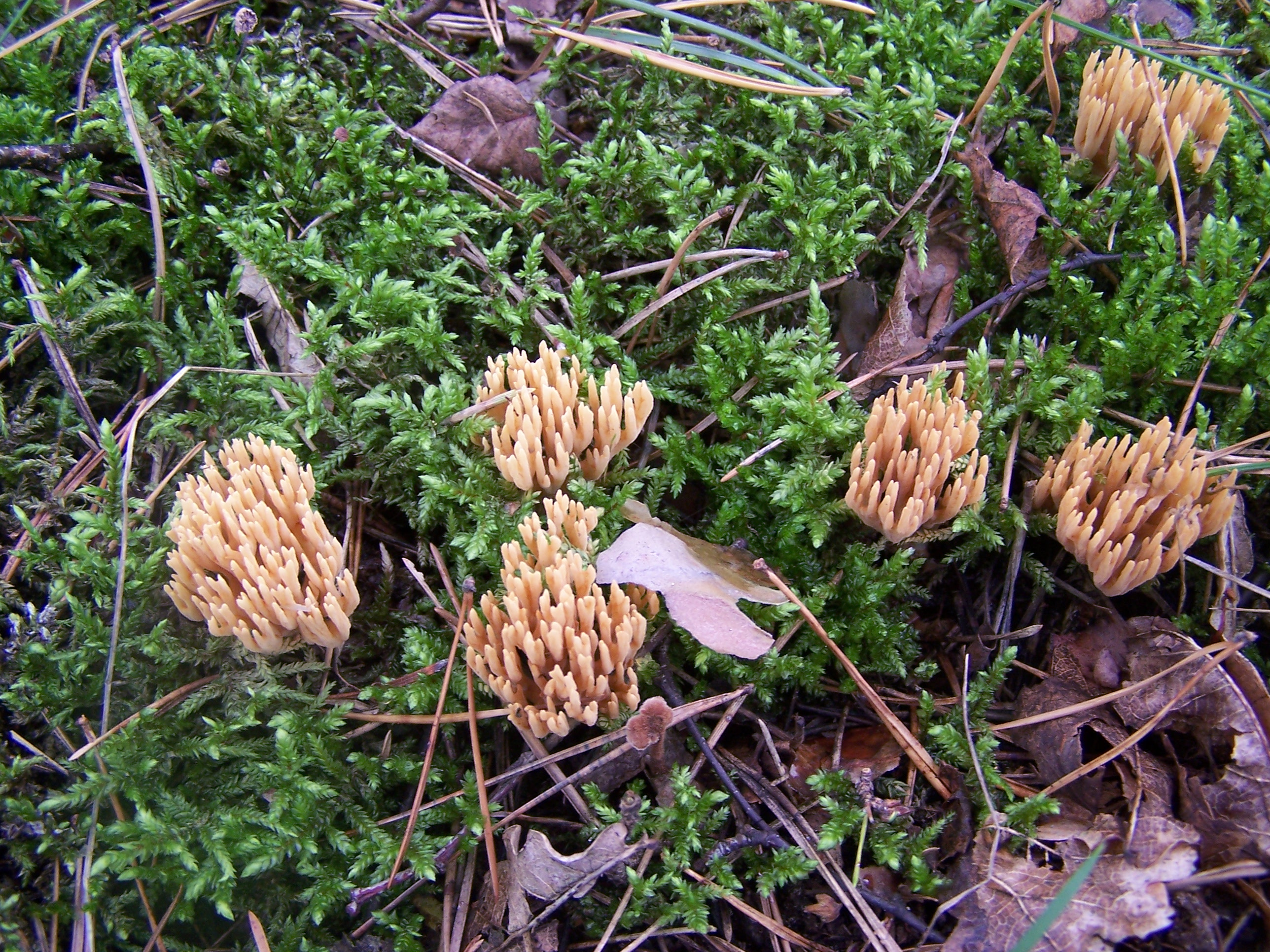

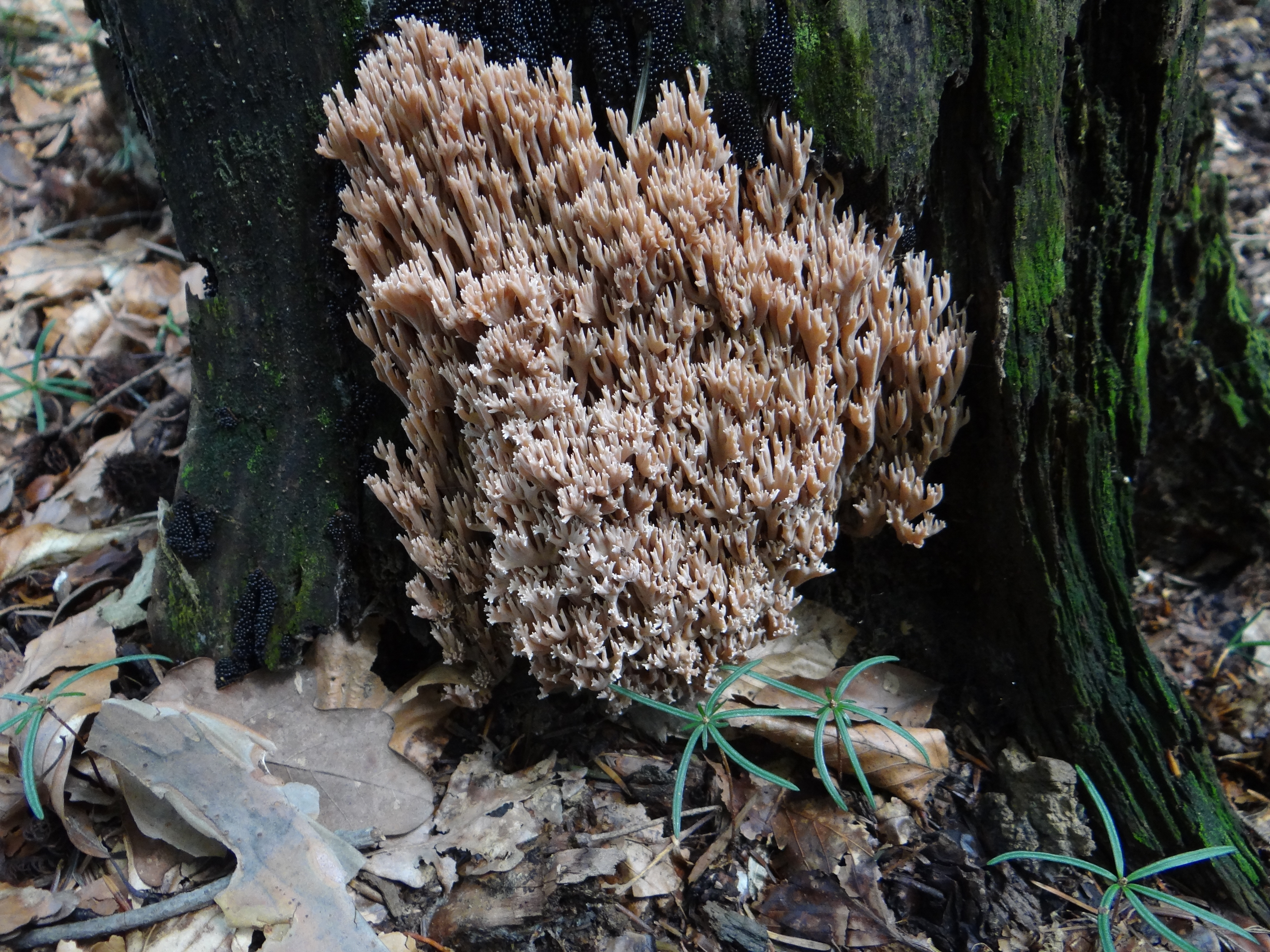

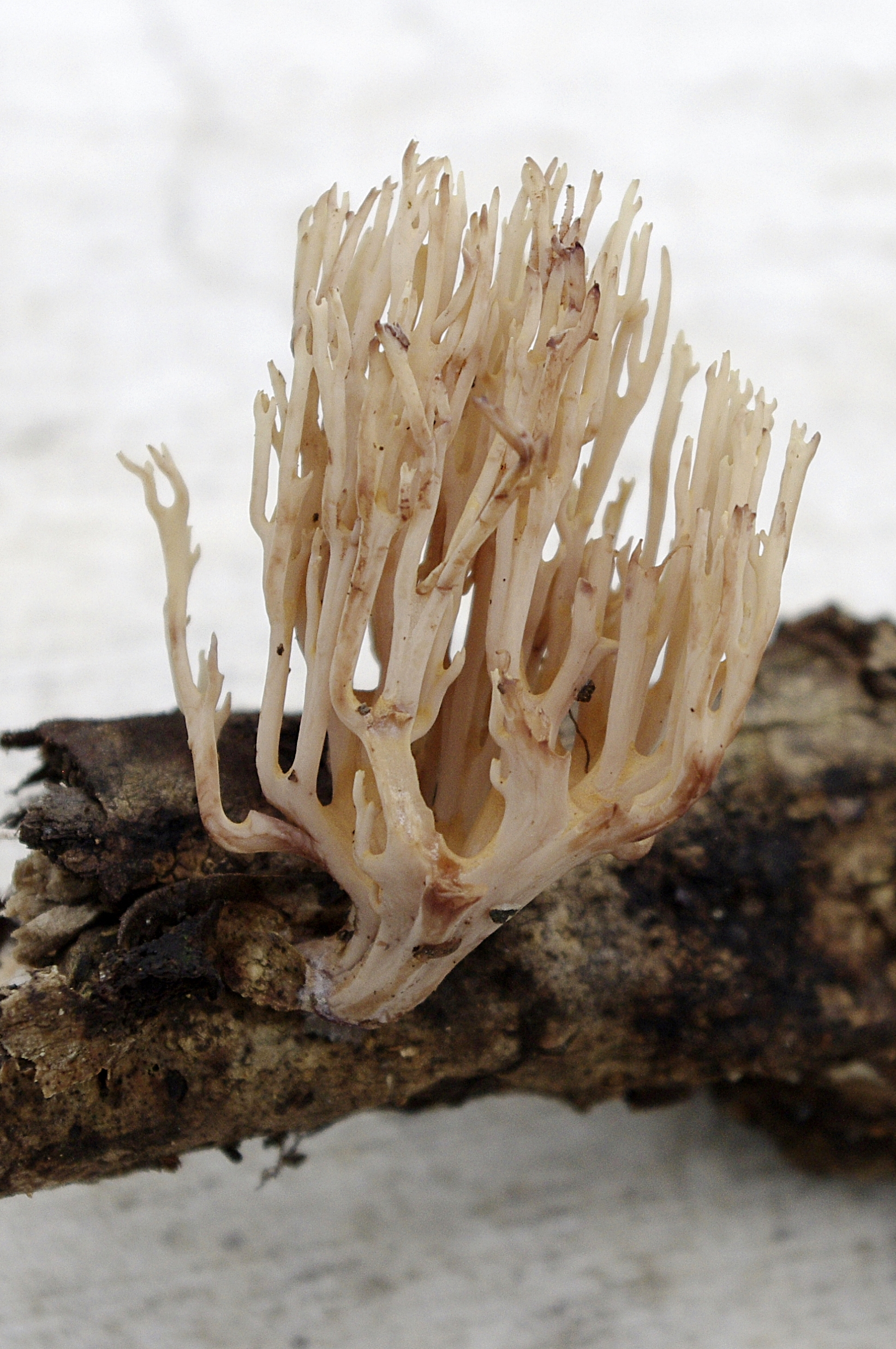

Koralówka sztywna (Ramaria stricta (Pers.) Quél.) – gatunek grzybów z rodziny siatkoblaszkowatych (Gomphaceae).

## Systematyka i nazewnictwo
Pozycja w klasyfikacji: Ramaria, Gomphaceae, Gomphales, Phallomycetidae, Agaricomycetes, Agaricomycotina, Basidiomycota, Fungi.
Po raz pierwszy takson ten zdiagnozował w 1797 r. Persoon nadając mu nazwę Clavaria stricta. Obecną, uznaną przez Index Fungorum nazwę nadał mu w 1888 r. Quélet, przenosząc go do rodzaju Ramaria.
Niektóre synonimy naukowe:

- Clavaria condensata Fr.
- Clavaria kewensis Massee,
- Clavaria pruinella Ces.
- Clavaria stricta Pers.
- Clavaria syringarum Pers.
- Clavariella condensata (Fr.) P. Karst.
- Clavariella stricta (Pers.) P. Karst.
- Corallium stricta (Pers.) C. Hahn,
- Lachnocladium odoratum G.F. Atk.
- Merisma strictum (Pers.) Spreng.
- Ramaria condensata (Fr.) Quél.

Nazwę polską nadał Władysław Wojewoda w 1999 r. W polskim piśmiennictwie mykologicznym gatunek ten opisywany był też jako goździeńczyk sztywny, goździeńczyk wyprężony, goździeniec prosty, gałęziak zbity.

## Morfologia
Owocnik
Krzaczkowato rozgałęziony; szerokości 2–6 cm, wysokości 3–10 cm. Wyrasta z cienkiej białokremowej podstawy rozgałęziającej się na cienkie i równoległe gałązki. Z podstawy zwykle wyrastają sznurki grzybni. Gałązki są dość gęste i wyprostowane. Mają kolor bladożółty, cynamonowy, ochrowobrązowy lub brązowy. Po uszkodzeniu zmieniają kolor na czerwonawobrązowy.
Miąższ
Biały, po uszkodzeniu lub zgnieceniu przebarwia się na kolor czerwonobrązowy. Zapach lekko kwaskowaty, końcówki gałązek w smaku gorzkie.
Wysyp zarodników
Ochrowobrązowy. Zarodniki eliptyczne, wydłużone o chropowatej powierzchni i rozmiarach 7,5–10,5 × 3,5–5,5 μm.
Gatunki podobne
Koralówkę sztywną można pomylić z wieloma gatunkami innych koralówek. Podobne są m.in.:
- koralówka zwiędła (Ramaria flaccida). Występuje tylko w lasach iglastych. Rozróżnienie tych gatunków możliwe jest tylko pod mikroskopem i przez reakcję z KOH[4].
- koralówka sosnowa (Ramaria eumorpha). Występuje głównie w lasach iglastych i po uszkodzeniu nie zmienia koloru[4].
- koralówka strojna (Ramaria formosa). Ma krótsze gałązki i rośnie głównie pod bukami.
- świecznik rozgałęziony (Artomyces pyxidatus) ma zakończenia gałązek rozszerzone miseczkowato.

## Występowanie i siedlisko
Występuje na wszystkich kontynentach z wyjątkiem Antarktydy. W Polsce gatunek dość pospolity.
Rośnie w lasach liściastych, iglastych i mieszanych, czasami także w parkach, na pniach i obumarłych resztkach drzew liściastych i iglastych. Ponieważ rośnie również na martwych korzeniach drzew, więc pozornie może stwarzać wrażenie, że rośnie na ściółce leśnej. Występuje głównie na bukach, wiązach i dębach.
Saprotrof. W Europie uważana jest za grzyb niejadalny, jednak w Chinach, Meksyku i na Madagaskarze jest grzybem jadalnym.